# Csanaki Máté
Csanaki Máté (Czanaki Máté, Tsanaki Máté, Csanaki Mant Máté) (?, 1594 — Kolozsvár 1636. december) orvos, sárospataki tanár.

## Élete
Előkelő családból származott, Báthori István országbíró és neje, Homonnai Fruzsina (Eufrozina) udvarában nevelkedett; tanult Nagyszombatban, Pozsonyban és Sárospatakon. Ezután Ausztriába és Morvaországba ment tanulni, ahol szüleiről maradt vagyonát elvesztegette, s három évi vándorlás után Göncre tért vissza 1614-ben, ahol szintén az iskolát látogatta. Innen 1618 végén I. Rákóczi György segítségével németországi egyetemekre ment, nevezetesen Heidelbergbe; tanult még Brémában, Franekerben, Leidenben, Oxfordban, Cambridgeben, Strasbourgban, Genovában és Bázelben is; összesen tíz évet töltött el külföldön, ahol orvostudorrá avatták. Hazatérve 1629-ben a fejedelem háziorvosa lett, és a sárospataki iskolára közvetve nagy befolyással volt. Innét I. Rákóczi Györggyel elment Erdélybe s annak udvarában folytatta az orvosi gyakorlatot.

## Munkái
- Controversiae logicae, philosophicae et theologicae. Lugd. Batav. 1625. Hozzá járul: Oratia funebris in obitum fratris germani Andrea Tzanaki. (Melyben a főurak udvarában nevelt árvák sorsát élénk szinekkel festi. Mikor ezt kiadta, akkor már harmadszor lakott Leidenben.)
- Scabiei encomium. H. n., 1627.
- A döghalálról való rövid elmélkedés. Kolozsvár, 1634.
- Mathaei Tzanaki Ungarus, h. e. de natura verorum Ungarorum, eorum item, qui se Ungaros metientes per diversa regna mendicando vagantur. H. és év n. (Ajánlotta ezen munkáját a svájci nagyobb városok polgármestereinek és tanácsosainak és azt fejtegeti benne hosszasan, hogy a magyar nevezet alatt kolduló deákok nem magyarok, hanem tótok, néha, de ritkábban erdélyi szászok; a magyar idegen földön készebb szükséget látni, éhezni, hogysem kolduljon; erre alkalmat szolgáltatott neki Rotari István, ki mint megszorult magyar tanuló, különböző nevek alatt kéregetett Angolországban, Hollandiában és Svájcban. Ezt a szokást ma is csalárdúl gyakorolják, teszi hozzá Bod Péter.)
- Logica et Metaphysica…